# Хоробровичи (Дятловский район)
Хоробро́вичи (бел. Харабровічы) — деревня в Войневичском сельсовете Дятловского района Гродненской области Белоруссии. Согласно переписи населения 2009 года в Хоробровичах проживало 22 человека. Площадь сельского населённого пункта составляет 47,06 га, протяжённость границ — 3,71 км.

## География
Хоробровичи расположены в 35 км к югу от Дятлово, 191 км от Гродно, 38 км от железнодорожной станции Слоним.

## История
Согласно переписи населения 1897 года Хоробровичи — деревня в Козловской волости Слонимского уезда Гродненской губернии. В Хоробровичах насчитывалось 25 домов, проживало 143 человека.
В 1921—1939 годах Хоробровичи находились в составе межвоенной Польской Республики. В этот период деревня относилась к сельской гмине Козловщина Слонимского повята Новогрудского воеводства. В сентябре 1939 года Хоробровичи вошли в состав БССР.
В 1996 году Хоробровичи входили в состав колхоза «Заветы Ленина». В деревне насчитывалось 28 хозяйств, проживало 54 человека.